# Edgard Iván Rimaycuna Inga
Edgard Iván Rimaycuna Inga (Chiclayo, 24 september 1989) is een Peruaanse priester. Sinds mei 2025 is hij de privésecretaris van paus Leo XIV.

## Biografie
Rimaycuna Inga volgde zijn opleiding aan het Colegio Nacional San José de Chiclayo, waaraan hij in 2005 afstudeerde. Later ging hij naar het Santo Toribio Major Seminary de Mogrovejo in Lima. In 2006 ontmoette hij daar de priester Robert Prevost, de latere paus Leo XIV. Prevost was sinds toen een soort mentor voor Rimaycuna Inga. Rimaycuna Inga studeerde in 2013 af.
Na zijn initiële opleiding was hij tot 2017 pastoraal werker in de parochie van de Santa María Catedral in Chiclayo. Prevost was van 2015 tot 2023 bisschop van het bisdom Chiclayo.
In 2017 verhuisde Rimaycuna Inga naar Rome om aan het Pauselijk Bijbelinstituut te studeren. Daarna keerde hij weer even terug naar Peru, maar toen Prevost in 2023 kardinaal werd, ging Rimaycuna Inga weer naar Italië. Rimaycuna Inga was secretaris voor Prevost, die prefect van het Dicasterie voor de Bisschoppen was. Tot en met 2024 werkte hij in Manesseno, Ligurië.